# یواس‌اس ساندووال (۱۸۹۵)
یواس‌اس ساندووال (۱۸۹۵) (به انگلیسی: USS Sandoval (1895)) یک کشتی بود که طول آن ۱۱۶ فوت ۱۰ اینچ (۳۵٫۶۱ متر) بود. این کشتی در سال ۱۸۹۵ ساخته شد.